# Phyllophaga crenonycha
Phyllophaga crenonycha är en skalbaggsart som beskrevs av Saylor 1943. Phyllophaga crenonycha ingår i släktet Phyllophaga och familjen Melolonthidae. Inga underarter finns listade i Catalogue of Life.